# Короккэ
Короккэ (яп. コロッケ) — блюдо японской кухни.
Представляет собой крокет из толчёного картофеля с добавлением мяса, морепродуктов или овощей, обвалянный в муке, яйцах, хлебных крошках и обжаренный в масле.
Употребляется как самостоятельное блюдо или в качестве добавления к другим блюдам, таким как японское карри, тонкацу. Часто кладется в бэнто.

## История
В 1887 году в Японию попали французские крокеты. Считается, что техника приготовления короккэ из картофельного пюре была придумана потому, что технология переработки молочных продуктов в Японии того времени не была распространена.

## Способ приготовления
Готовится пюре из картофеля, сваренного «в мундире», очищенного и протёртого через дуршлаг, обжаренных на масле лука и фарша, соли, специй и небольшого количества сливок. Из остывшего пюре формируются небольшие котлеты, которые обваливаются в муке, погружаются в размешанное с водой яйцо и затем обваливаются в сухарях.
Получившиеся пирожки жарятся во фритюре при средней температуре масла до образования золотисто-коричневой корочки, затем выкладываются на салфетку, чтобы удалить избыток масла. (Японцы считают, что избыток масла в продукте — знак не слишком хорошего повара). Снаружи короккэ покрыты хрустящей корочкой, внутри — мягкие.